# Шевченки (Кобелякская городская община)
Шевченки (укр. Шевченки) — село, Кобелякская городская община, Полтавский район, Полтавская область, Украина.
Код КОАТУУ — 5321881705. Население по переписи 2001 года составляло 441 человек.

## Географическое положение
Село Шевченки находится на левом берегу дельты реки Ворскла, выше по течению на расстоянии в 4 км расположено село Ольховатка, ниже по течению на расстоянии в 5 км расположено село Орлик. В 1,5 км расположено село Дашковка.

## История
Есть на карте 1869 года как хутор без названия